# أحمد قفطان
أحمد بن حسن بن علي الرباحي السعدي الشهير بـ قفطان وأحمد أبو قفطان (1802 - 1876) عالم مسلم شيعي ولغوي وشاعر عربي عراقي من أهل القرن الثالت عشر الهجري/التاسع عشر الميلادي. ولد في النجف ونشأ بها على والده وعلمائها. اشتهر في الذكاء والحفظ وكان أصمّا. توفي في مسقط رأسه ودفن بها. له ديوان والقوافي الشلبية والصنائع البابلية وكراريس في الفقه والأصول والمجالس والمراثي والمدح الناصرية في ناصر الدين القاجاري.

## سيرته
هو أحمد بن حسن بن علي قفطان السعدي الرباحي، يكنى بأبي سهل، ولد في النجف سنة 1217 هـ/ 1802 م وقرأ على فضلاء عصره وكان شديد الذكاء والفطنة، وكان أصمّا، ولكنه يفهم المراد لأول وهلة، وإذا رأى شخصاً تتحرك شفتاه بكلام أخبره بما يتكلم أو يقرأ. تخرج على الشيخ محمد حسن صاحب الجواهر ومرتضى الأنصاري. وكان بارعاً في النظم والكتابة كما كانت بينه وبين ولاة العثمانيين ووزارئهم مودة. وصحب شبلي باشا مدة إقامته في العراق. واستنسخ الكثير من الكتب لجودة خطة وحسن سليقته.
توفي في النجف سنة 1293 هـ/ 1876م ودفن في الصحن الشريف في العتبة العلوية بباب الطوسي مع أبيه حسن وأخيه إبراهيم وهم عائلة معروفة في النجف.

## مؤلفاته
- ديوان شعر
- القوافي الشلبية والصنائع البابلية
- كراريس في الفقه والأصول
- المجالس والمراثي
- المدح الناصرية: في مدح ناصر الدين القاجار.